# Sakado
Sakado (坂戸市 -shi) é uma cidade japonesa localizada na província de Saitama.
Em 2003 a cidade tinha uma população estimada em 97 920 habitantes e uma densidade populacional de 2 390,04 h/km². Tem uma área total de 40,97 km².
Recebeu o estatuto de cidade a 1 de Setembro de 1976.